# Ranstadt
Ranstadt là một đô thị ở huyện Wetterau, bang Hessen, Đức. Đô thị Ranstadt có diện tích 34,26 km², dân số thời điểm ngày 31 tháng 12 năm 2006 là 4971 người. Đô thị này có cự ly khoảng 35 kilometers về phía đông bắc Frankfurt am Main.

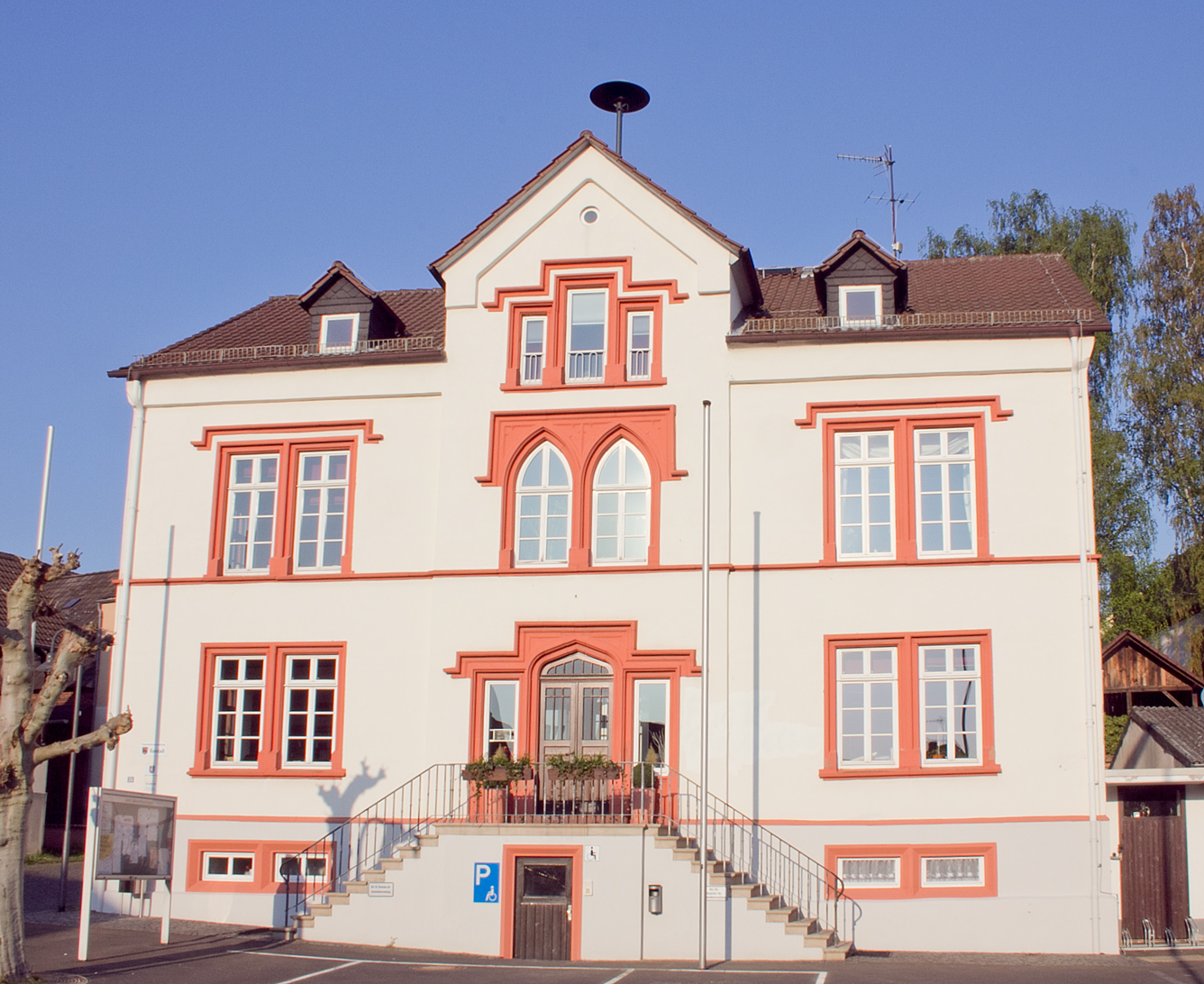
Town Hall
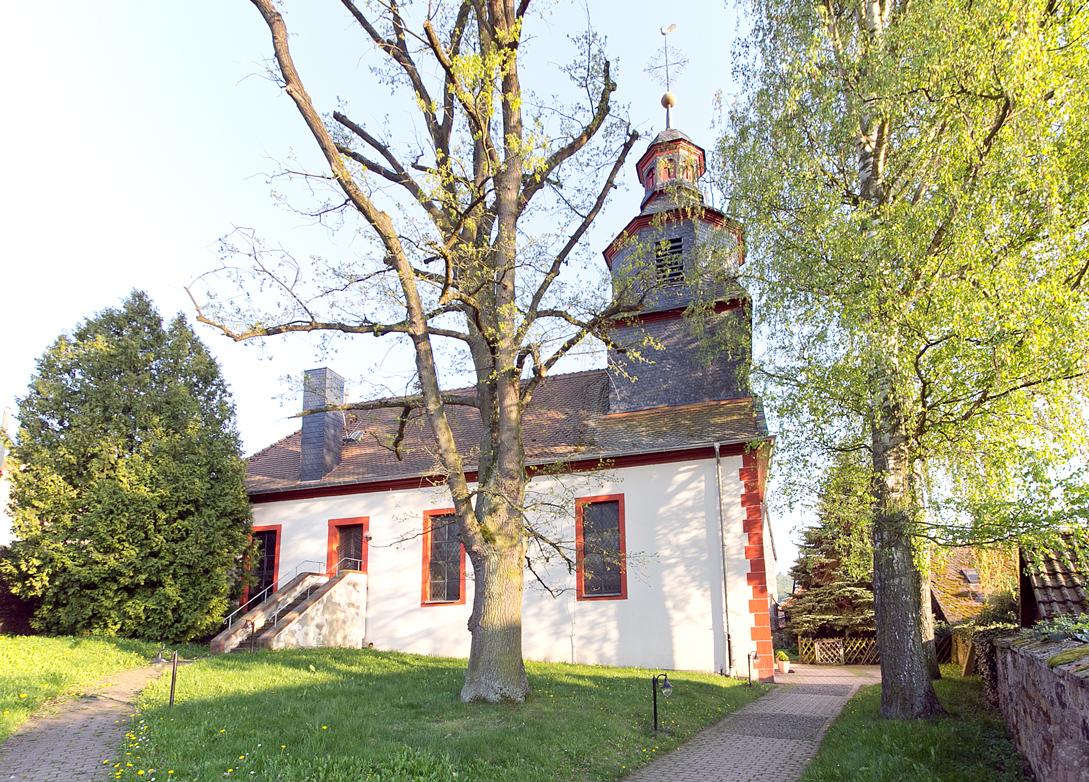
Church